# 30-та кавалерійська дивізія (СРСР, 1-ше формування)
30-та кавалері́йська диві́зія (30-та кд) — військове з'єднання у складі кавалерії РСЧА міжвоєнного періоду.

## Історія існування
Сформована у травні 1935 року в Московському військовому окрузі. Входила до складу 5-го кавалерійського корпусу.
Участі у бойових діях не брала.
Розформована у квітні 1938 року.

## Склад
- 117-й кавалерійський полк.
- 118-й кавалерійський полк.
- 119-й кавалерійський полк.
- 120-й кавалерійський полк.
- 30-й механізований полк.
- 30-й кінно-артилерійський полк.
- 30-й окремий саперний ескадрон.
- 30-й окремий ескадрон зв'язку.

## Командири
- Вашкевич Володимир Романович, комбриг (1935–1937)
- Мельник Кіндрат Семенович, полковник (07-12.37)
- Карпезо Гнат Іванович, полковник (т.в.о. 06.37-05.38)